# Gallejaur by
Gallejaur by (umesamiska: Gájlure) är en by i Arvidsjaurs kommun, belägen vid Gallejaurdammen. Delar av byn är kulturreservat sedan 2008.
Filmen Ormens väg på hälleberget är inspelad i Gallejaur, likaså dokumentären Systrarna i Gallejaur och liksom vissa scener ur Elina – som om jag inte fanns.